# Porto Cervo (Lazza)
Porto Cervo è un singolo del rapper italiano Lazza, pubblicato il 13 luglio 2018 come primo estratto dal secondo album in studio Re Mida.

## Descrizione
Si tratta di un brano realizzato da Lazza per Sony. La canzone si pone come brano estivo, tanta da risaltare per la sonorità musicale a metà strada tra la trap e la musica tropicale.
Il 16 agosto 2018, la cantante italiana Dolcenera ha pubblicato, in collaborazione con Lazza, una cover di Porto Cervo, realizzata al pianoforte e suonata da entrambi gli artisti.

## Video musicale
Il videoclip della canzone è stato rilasciato su YouTube il 16 luglio 2018. È stato girato in alcune località della Costa Smeralda, diretto da Andrea Folino e montato da Pietro Daood.

## Tracce
1. Porto Cervo – 3:55

## Classifiche
| Classifica (2018) | Posizione massima |
| ----------------- | ----------------- |
| Italia            | 63                |